# Maruca amboinalis
Maruca amboinalis är en fjärilsart som beskrevs av Felder 1875. Maruca amboinalis ingår i släktet Maruca och familjen Crambidae. Inga underarter finns listade i Catalogue of Life.